# Karen Persyn
Karen Persyn (* 31. März 1983 in Rumst) ist eine ehemalige belgische Skirennläuferin. Sie war auf die Disziplin Slalom spezialisiert.

## Biografie
Die aus flämischen Region Belgiens stammende Persyn bestritt bereits als Siebenjährige ihre ersten Kinderskirennen. Über FIS-Rennen und den Europacup gelangte sie in der Saison 2001/02 in den Skiweltcup. Im Slalom von Maribor am 25. Januar 2004 gewann sie mit Platz 28 erstmals Weltcuppunkte – die ersten eines Skiläufers des belgischen Verbandes seit Henri Mollin im Jahr 1982. Nach einigen Jahren ohne Qualifikation für einen zweiten Durchgang konnte sie am 11. Januar 2009, ebenfalls in Maribor, dieses Ergebnis mit Rang 16 deutlich verbessern. Weitere Punktegewinne im Weltcup gelangen ihr jedoch nicht.
Karen Persyn nahm an acht alpinen Skiweltmeisterschaften teil, ihre beste Platzierung war Platz 21 im Slalom bei den Weltmeisterschaften 2009 in Val-d’Isère. 2010 nahm sie auch an den Olympischen Winterspielen in Vancouver teil, wo sie im Slalom auf den 27. Platz fuhr. Weitere Erfolge sind zahlreiche belgische Meistertitel – neben Slalom auch im Riesenslalom und im Super-G – ein dritter Platz beim Europacup-Slalom in der Skihalle von Amnéville in der Saison 2008/09 und zahlreiche Siege in FIS-Rennen.
Im September 2015 erklärte Persyn ihren Rücktritt vom Spitzensport. Beruflich ist sie als Fitnesstrainerin tätig und betreut unter anderem den belgischen Skinachwuchs. Außerdem ist sie technische Direktorin des wallonischen Skiverbandes.

## Erfolge

### Olympische Spiele
- Vancouver 2010: 27. Slalom

### Weltmeisterschaften
- St. Anton 2001: 35. Slalom
- St. Moritz 2003: 35. Slalom, 43. Riesenslalom
- Åre 2007: 29. Slalom
- Val-d’Isère 2009: 21. Slalom
- Vail/Beaver Creek 2015: 31. Slalom

### Weltcup
- 2 Platzierungen unter den besten 30

### Weitere Erfolge
- 1 Podestplatz im Europacup
- 20 Siege in FIS-Rennen